# Festival internazionale del cinema di Dubai
Il Festival internazionale del cinema di Dubai (DIFF) è il principale festival cinematografico competitivo degli Emirati Arabi Uniti  dedicato all'industria cinematografica araba e straniera. Ogni anno, nel mese di dicembre, la città di Dubai ospita una rassegna cinematografica della durata di otto giorni durante la quale vengono presentati oltre cento film. Al termine della rassegna, presso il resort Madinat Jumeirah, si svolge la cerimonia di assegnazione premi nota come i Muhr Awards.

## Storia
Il DIFF fu fondato per decreto esecutivo nel 2004 dalla Dubai Creative Clusters Authority (un ente governativo per lo sviluppo economico) con lo scopo di dare fama internazionale ai registi e attori arabi. Si tratta di un evento no-profit gestito con il patrocinio dello sceicco Mohammed bin Rashid Al Maktum, vicepresidente degli Emirati Arabi Uniti e governatore di Dubai. L'organizzazione e la presentazione sono affidate alla Dubai Entertainment & Media Organization.
Dal 2007, è stato inaugurato il Dubai Film Market, un'ampia piattaforma di mercato visitata da migliaia di produttori, acquirenti, finanziatori e agenti di vendita, che si occupa di finanziare progetti cinematografici arabi seguendoli nella fase di produzione, post-produzione e distribuzione. Lo scopo dell'evento è di implementare la visibilità dei film arabi nei mercati internazionali.

## Sezioni

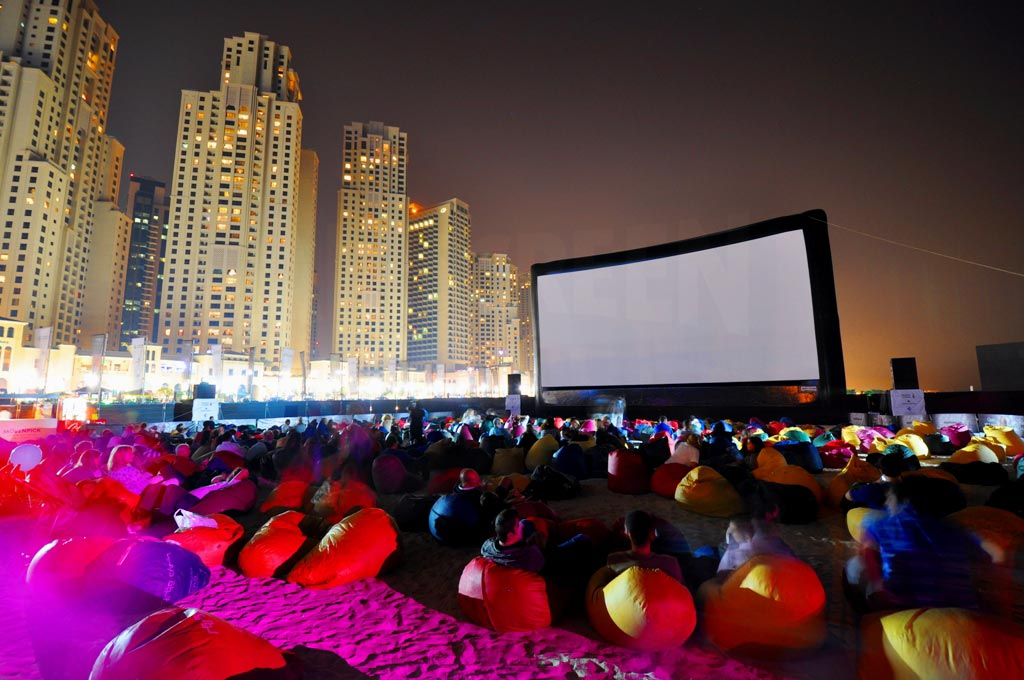
Una proiezione sulla spiaggia di Dubai Marina (2010)

L'offerta tematica del festival si articola in sette sezioni:
- Contemporary World Cinema – cinema indipendente contemporaneo di tutto il mondo
- Arabian Nights – produzione cinematografica araba contemporanea
- Operation Cultural Bridge – produzioni che si propongono di favorire il dialogo fra Oriente e Occidente
- Bollywood Meets Hollywood – film classici e contemporanei prodotti in India
- Cinema from the Subcontinent – nuovi autori emergenti dal Pakistan, India, Sri Lanka e Bangladesh
- Destination Documentary: Il cavallo, il falco e il deserto – cinema documentario con tematiche ambientali.
- Hi-Tech Hollywood – film contemporanei realizzati con tecnologie d'avanguardia

## I premi Muhr
Dal 2006, il DIFF assegna annualmente i premi Muhr durante la serata conclusiva del festival. La sezione competitiva è destinata esclusivamente a film arabi. La statuetta dei premi Muhr rappresenta un cavallo (in arabo muhr significa puledro), simbolo arabo di nobiltà ed eccellenza. I vincitori ricevono anche un premio in denaro per un valore massimo di 200'000 dirham consegnati al regista del miglior film narrativo (l'equivalente di circa 45'000 euro).
Non sono presenti categorie tecniche. Oltre ai premi principali (assegnati ai miglior film, cortometraggi, registi, attori e attrici), vengono assegnati numerosi premi speciali, fra quali il Filmmaker Award, con un premio in denaro di circa 75'000 euro, il Variety International Star of the Year, che premia la star internazionale dell'anno, i premi della critica cinematografica internazionale e un People’s Choice Award, stabilito dal pubblico.

## I vincitori

### Miglior film
- 2006 - Barakat!, regia di Djamila Sahraoui (Algeria)
- 2007 - Sotto le bombe (Sous les bombes), regia di Philippe Aractingi (Libano)
- 2008 - Masquerades, regia di Lyès Salem (Algeria)
- 2009 - Zindeeq, regia di Michel Khleifi (Palestina)
- 2010 - Stray Bullet (Rsasa taycheh), regia di Georges Hachem (Libano)
- 2011 - Habibi Rasak Kharban, regia di Susan Youssef (Palestina)
- 2012 - La bicicletta verde (Wadjda), regia di Haifaa al-Mansour (Arabia Saudita)
- 2013 - Omar, regia di Hany Abu-Assad (Palestina)
- 2014 - La sposa bambina (Ana Nojoom bent alasherah wamotalagah), regia di Khadija Al-Salami (Yemen)
- 2015 - Appena apro gli occhi - Canto per la libertà (À peine j'ouvre les yeux), regia di Leyla Bouzid  (Tunisia)
- 2016 - Reseba, regia di Hussein Hassan Ali (Kurdistan)
- 2017 - Wajib - Invito al matrimonio, regia di Annemarie Jacir (Palestina)